# Perruche de Raiatea
Cyanoramphus ulietanus
Espèce
Statut de conservation UICN

 EX  : Éteint
La Perruche de Raiatea (Cyanoramphus ulietanus (Gmelin, 1788)) est une espèce éteinte d'oiseaux de la famille des Psittacidés. Elle est connue de deux spécimens, récoltés lors du voyage du capitaine James Cook (1728-1779) en 1773 sur l'île de Raiatea en Polynésie française. Ceux-ci sont conservés pour l'un à Vienne et au Muséum de Tring en Grande-Bretagne. Les causes de sa disparition sont communes à d'autres espèces insulaires : la destruction de son habitat, la chasse et l'introduction d'espèces exogènes.